# Legio II Flavia Virtutis
Legio II Flavia Virtutis (II Флавіїв Звитяжний легіон) — римський легіон часів пізньої імперії. Отримав назву на честь 2-ї Флавієвої династії (знана як династія Костянтина).

## Історія
Було створено у 293 році (разом з Legio I Flavia Pacis та Legio III Flavia Salutis) за наказом імператора Констанція I задля боротьби проти узурпатора Караузія, що захопив владу у Британії. Сформовано з лімітанів (прикордонних загонів). Надалі після здійснення вдалого десантування на острові з успіхом діяв проти узурпатора Аллекта, що вбив Караузія. За успішні дії проти узурпаторів нагороджений званням Virtutis (Звитяжний). У Британії залишався до 305 року, діючи проти піктів.
Підтримав імператора Костянтина I у боротьбі за владу. У 312 році підпорядковано дуксу Арморики та Нервії, базуючись на території сучасного півострова Бретань (Франція). Тут відповідав за захист морських кордонів від нападу франкських піратів. Вексиларії легіону допомагали Костянтину I здобути владу у битвах з Максенцієм та Ліцінієм. Після цього основні частини передано на Рейнський кордон.
За імператора Констанція II частини легіону переведено на кордони імперії на Сході. У 360 році разом з Legio II Armeniaca та частиною Legio II Parthica стояв у фортеці Безабда, де зазнав нищівної поразки від персів на чолі із Шапуром II.
У 373 році підпорядковувався Флавію Феодосію, який очолив армію проти узурпатора Фірма у Мавретанії. Деякий час перебував у Цезареї Мавретанській. У 376 році було переведено до м. Телепта.
У 390-х роках (відповідно до Notitia Dignitatum) перебував у провінції Африка, кордони якої захищав від нападу кочовників. Підкорявся коміту Африки. Залишався також й напочатку V ст. У 427 році легіон підтримав Боніфація, який боровся проти Аеція.
Надалі брав участь у війні з вандалами на чолі із Гейзеріхом, під час якої зазнав суттєвих втрат. Ймовірно перестав існувати у 430-х роках.